# Tommy's Atonement
Tommy's Atonement è un cortometraggio muto del 1913 diretto da Hardee Kirkland. Prodotto dalla Selig Polyscope Company e sceneggiato da J. Edward Hungerford, il film aveva come interpreti Harry Lonsdale, Adrienne Kroell, Carl Winterhoff, Clarence Johnson, Mac Barnes.

## Trama
Esuberante e scatenato, il giovane Tommy finisce per fracassare in casa un prezioso vaso. La signora Graves, che gli dice sempre di fare attenzione, entra nella stanza dove vede in vaso andato in briciole e nota la sparizione di Tommy. La signora Hale, la madre del ragazzo, non crede alla sua buona fede e la licenzia. Tornata nella sua povera casa, la signora Graves vi trova il marito, un vecchio violinista che si arrabatta per vivere suonando per le strade, angosciato perché deve pagare l'affitto pena lo sfratto. In strada, l'uomo viene investito dalla slitta di Tommy e il suo violino va in frantumi. Pentito, il ragazzo corre a casa dove prende tutti i propri risparmi per comperare un nuovo violino. Confessa poi alla madre come ha rotto il vaso. I suoi genitori si rendono così conto della difficile situazione degli anziani Graves e decidono di prendersi cura loro dei vecchi coniugi.

## Produzione
Il film fu prodotto dalla Selig Polyscope Company.

## Distribuzione
Distribuito dalla General Film Company, il film - un cortometraggio di 200 metri - uscì nelle sale cinematografiche statunitensi il 10 aprile 1913. Nelle proiezioni, veniva programmato con il sistema dello split reel, accorpato in un'unica bobina con un altro cortometraggio prodotto dalla Selig, il documentario The Tombs of the Ming Emperors.